# Yoko Ono

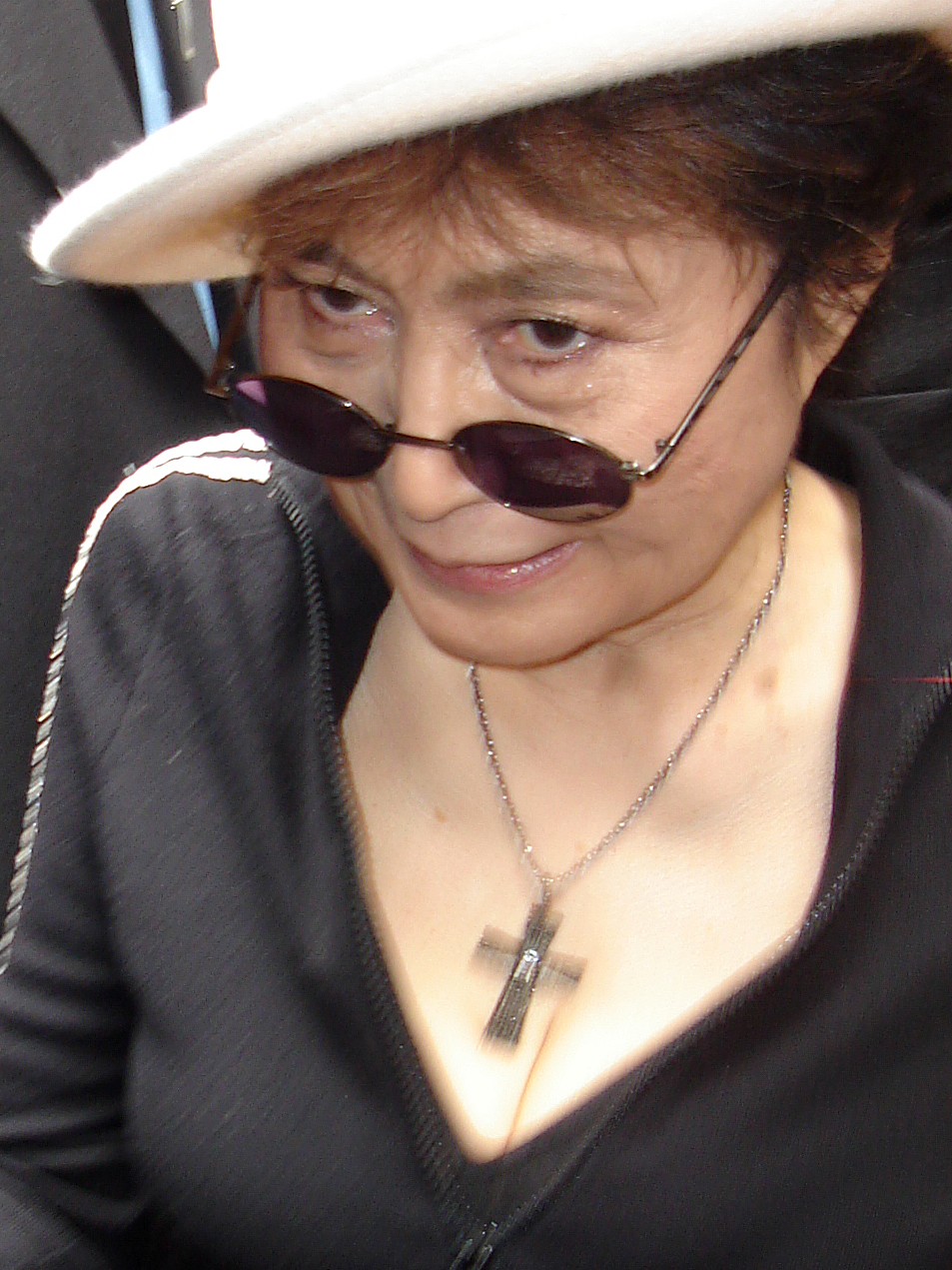
Yoko Ono

Yoko Ono Lennon (n. 18 februarie 1933, Tokyo⁠(d), Tōkyō, Japonia) este o artistă și muziciană japonezo-americană. Este cunoscută pentru lucrările sale de avangardă dar mai ales pentru mariajul ei cu John Lennon.

## Discografie

### Albume
[*] = cu John Lennon, numărul indicând locul în clasamentele din S.U.A.
- Unfinished Music No.1: Two Virgins [*] (1968)
- Unfinished Music No.2: Life with the Lions [*] (1969)
- Wedding Album [*] (1969)
- Yoko Ono/Plastic Ono Band (1970) nr. 182
- Fly (1971) nr. 199
- Some Time in New York City [*] (1972) nr. 48
- Approximately Infinite Universe (1972) nr. 193
- Feeling the Space (1973)
- A Story (1974) (scos de abia în 1997)
- Double Fantasy [*] (1980) nr. 1
- Season of Glass (1981) nr. 49
- It's Alright (I See Rainbows) (1982) nr. 98
- Milk and Honey [*] (1984) nr. 11
- Starpeace (1985)
- Rising (1995)
- Blueprint for a Sunrise (2001)
- Yes, I'm a Witch (2007)
- Open Your Box (2007)
- Between My Head and the Sky (2009)
- Yokokimthurston - Yoko Ono / Thurston Moore / Kim Gordon (2012)

### Compilații, albume din concerte & EP-uri
- Live Peace in Toronto 1969 [*] (1969) nr. 10
- Onobox (1992)
- Walking on Thin Ice (1992)
- New York Rock (1994) (Original cast recording: Yoko Ono does not perform on this album. It is the cast of a Broadway show performing her songs.)
- Rising Mixes (1996)
- Don't Stop Me! EP (2009)

### Albume omagiale
- Every Man Has a Woman (1984)
- Mrs. Lennon (2010)

### Single-uri
| Anul | Melodia                                                              | Regatul Unit | U.S. Dance | Album                                                                         |
| ---- | -------------------------------------------------------------------- | ------------ | ---------- | ----------------------------------------------------------------------------- |
| 1971 | "Mrs. Lennon"/"Midsummer New York"                                   | -            | -          | Fly                                                                           |
| 1971 | "Don't Worry Kyoko (Mummy's Only Looking for Her Hand in the Snow)"  | -            | -          | Fly                                                                           |
| 1972 | "Now or Never"/"Move on Fast"                                        | -            | -          | Approximately Infinite Universe                                               |
| 1972 | "Mind Train"/"Listen, the Snow Is Falling"                           | -            | -          | —                                                                             |
| 1973 | "Death of Samantha"/"Yang Yang"                                      | -            | -          | Approximately Infinite Universe                                               |
| 1973 | "Josejoi Banzai (Part 2)" (numai în Japonia)                         | -            | -          | —                                                                             |
| 1973 | "Woman Power"/"Men, Men, Men"                                        | -            | -          | Feeling the Space                                                             |
| 1973 | "Run, Run, Run"/"Men, Men, Men"                                      | -            | -          | Feeling the Space                                                             |
| 1974 | "Yume O Motou (Let's Have A Dream)"/"It Happened" (numai în Japonia) | -            | -          | —                                                                             |
| 1981 | "Walking on Thin Ice"/"It Happened"                                  | 35           | 13         | Season of Glass (scos din nou în 1997), Double Fantasy (scos din nou în 2000) |
| 1981 | "No, No, No"/"Will You Touch Me"                                     | -            | -          | Season of Glass                                                               |
| 1982 | "My Man"/"Let The Tears Dry"                                         | -            | -          | It's Alright (I See Rainbows)                                                 |
| 1982 | "Never Say Goodbye"/"Loneliness"                                     | -            | -          | It's Alright (I See Rainbows)                                                 |
| 1985 | "Hell in Paradise"/"Hell in Paradise" (instrumental)                 | -            | 12         | Starpeace                                                                     |
| 1985 | "Cape Clear"/"Walking on Thin Ice" (promo)                           | -            | -          | Starpeace                                                                     |
| 2001 | "Open Your Box" (remix-uri)                                          | -            | 25         | remixes compiled on Open Your Box (2007)                                      |
| 2002 | "Kiss Kiss Kiss" (remix-uri)                                         | -            | 20         | remixes compiled on Open Your Box (2007)                                      |
| 2002 | "Yang Yang" (remix-uri)                                              | -            | 17         | remixes compiled on Open Your Box (2007)                                      |
| 2003 | "Walking on Thin Ice" (remix-uri)                                    | 35           | 1          | remixes compiled on Open Your Box (2007)                                      |
| 2003 | "Will I" (remixes)/"Fly" (remix-uri)                                 | -            | 19         | remixes compiled on Open Your Box (2007)                                      |
| 2004 | "Hell in Paradise" (remix-uri)                                       | -            | 4          | remixes compiled on Open Your Box (2007)                                      |
| 2004 | "Everyman… Everywoman…" (remix-uri)                                  | -            | 1          | remixes compiled on Open Your Box (2007)                                      |
| 2007 | "You’re the One" (remixes)                                           | -            | 2          | remixes compiled on Open Your Box (2007)                                      |
| 2007 | "No, No, No" (remix-uri)                                             | -            | 1          | remixes compiled on Open Your Box (2007)                                      |
| 2008 | "Give Peace a Chance" (remix-uri)                                    | -            | 1          | remixes compiled on Open Your Box (2007)                                      |
| 2009 | "I'm Not Getting Enough" (remix-uri)                                 | -            | 1          | remixes compiled on Open Your Box (2007)                                      |
| 2010 | "Give Me Something" (remix-uri)                                      | -            | 1          | remixes compiled on Open Your Box (2007)                                      |
| 2010 | "Wouldnit (I'm A Star)"                                              | -            | 1          | —                                                                             |

apariții pe fața B pe single-uri John Lennon
- "Remember Love" (pe "Give Peace a Chance") (1969)
- "Don't Worry, Kyoko" (pe "Cold Turkey") (1969)
- "Who Has Seen the Wind?" (pe "Instant Karma!") (1970)
- "Open Your Box" (pe "Power to the People") (1971)
- "Why" (on "Mother") (1971)
- "Open Your Box" (pe "Power to the People") (1971)
- "Listen, the Snow is Falling" on (pe "Happy Xmas (War is Over)") (1971)
- "Kiss Kiss Kiss" (pe "(Just Like) Starting Over") (1980)
- "Beautiful Boy" (pe "Woman") (1981)
- "Yes, I'm Your Angel" (pe "Watching the Wheels") (1981)
- "O'Sanity" (on "Nobody Told Me") (1984)
- "Sleepless Night" (pe "I'm Stepping Out") (1984)
- "Your Hands (あなたの手）" (pe "Borrowed Time") (1984)

## Distincții
- Premiul de artă Hiroshima, 2010,[14]